# CVS Health
A CVS Health Corporation é uma empresa americana de saúde que possui a CVS Pharmacy, uma rede de farmácias de varejo; a CVS Caremark, uma administradora de benefícios farmacêuticos; e a Aetna, uma provedora de seguros de saúde, entre muitas outras marcas. A empresa é a segunda maior empresa de saúde do mundo, atrás apenas do UnitedHealth Group. Em 2023, a empresa foi classificada em 64º lugar na Forbes Global 2000.   A CVS foi fundada em Lowell, Massachusetts, pelos irmãos Stanley e Sidney Goldstein e seu sócio Ralph Hoagland.  O nome significava Consumer Value Stores. 

## História

### Década de 1960
A primeira Consumer Value Store (CVS), que vendia produtos de saúde e beleza, foi fundada em 1963, em Lowell, Massachusetts, pelos irmãos Stanley e Sidney Goldstein e Ralph Hoagland. Em 1964, a CVS tinha 17 lojas que vendiam principalmente produtos de beleza. Em 1967, a CVS abriu suas primeiras lojas com departamentos de farmácia em Warwick, Rhode Island, e Cumberland, Rhode Island.  A CVS foi vendida para a Melville Corporation em 1969. 

### Década de 2020
Em fevereiro de 2020, a CVS anunciou mudanças em seu conselho de administração, cujo tamanho foi reduzido de 16 para 13 diretores.  Em 18 de novembro de 2021, a empresa anunciou que planejava fechar 900 lojas em todo o país nos próximos três anos devido ao que os executivos descreveram como mudanças no comportamento de compra do consumidor, na população e no futuro das necessidades de assistência médica. Os encerramentos representariam aproximadamente 10 por cento das lojas nos EUA.  Em 23 de novembro de 2021, um júri federal concluiu que a CVS, juntamente com a Walgreens e o Walmart, "contribuíram substancialmente para" a crise dos opioides. 
Em 2 de dezembro de 2021, a CVS anunciou uma parceria estratégica com a Microsoft para melhorar o atendimento personalizado e a saúde digital.   Em setembro de 2022, a CVS Health anunciou que fechou um acordo para comprar a empresa de saúde domiciliar Signify Health por aproximadamente US$ 8 bilhões. A medida foi tomada um mês depois de ter anunciado um plano para passar a prestar cuidados primários até ao final do ano.   Em 8 de fevereiro de 2023, a empresa anunciou que firmou um acordo definitivo para adquirir a Oak Street Health em uma transação totalmente em dinheiro por US$ 39 por ação, representando um valor empresarial de aproximadamente US$ 10,6 bilhões.  A fusão foi concluída em maio de 2023.